# Nihoa gruberi
Nihoa gruberi – gatunek pająków z infrarzędu ptaszników i rodziny Barychelidae. Występuje endemicznie  w Papui-Nowej Gwinei.

## Taksonomia
Gatunek ten opisany został po raz pierwszy w 1994 roku przez Roberta Ravena na podstawie pojedynczego samca. Jako lokalizację typową wskazano Nową Brytanię. Epitet gatunkowy został nadany na cześć Jürgena Grubera, kuratora zbioru pajęczaków w Muzeum Historii Naturalnej w Wiedniu.

## Morfologia
Holotypowy samiec ma ciało długości 12 mm oraz karapaks długości 5,6 mm i szerokości 4,9 mm. Karapaks jest w zarysie prawie jajowaty, ubarwiony pomarańczowobrązowo z niewiele ciemniejszymi częścią głowową i bokami, porośnięty brązowymi włoskami i czarnymi szczecinkami. Jamki karapaksu są krótkie i proste. Szczękoczułki są pomarańczowobrązowe, porośnięte brązowymi szczecinkami, pozbawione rastellum. Bruzda szczękoczułka ma 8 dużych i 4 małe zęby na krawędzi przedniej oraz 3 ziarenka w części środkowo-nasadowej. Szczęki zaopatrzone są w 2 lub 3 kuspule. Odnóża są żółtobrązowe, pozbawione obrączkowania. Golenie odnóży przedniej pary mają  stożkowatą ostrogę subdystalną z długim i prostym megakolcem oraz małą, trójkątną mikroostrogę. Pazurki pierwszej i ostatniej pary odnóży mają po jednym szeregu ząbków. Nogogłaszczki samca mają wklęśnięte na powierzchni tylno-bocznej cymbium oraz długi i gruszkowaty bulbus stopniowo zwężony ku zakręconemu embolusowi.

## Występowanie
Pająk ten występuje endemicznie  w Papui-Nowej Gwinei. Znany jest wyłącznie z Nowej Brytanii.